# Finały NBA 1997
Finały NBA w 1997  rozegrano w dniach 1-13 czerwca 1997 roku. Spotkali się w nich mistrzowie Konferencji Wschodniej – Chicago Bulls oraz  Konferencji Zachodniej – Utah Jazz.
W drodze do finału Bulls pokonali kolejno: Washington Bullets 3-0, Atlantę Hawks 4-1 i w finale Konferencji Miami Heat 4-1. Natomiast Jazz zwyciężyli: Los Angeles Clippers 3-0, Los Angeles Lakers 4-0 i Houston Rockets 4-2.
Mecze rozgrywano w formule 2-3-2. Przewagę własnej hali miała drużyna Bulls.

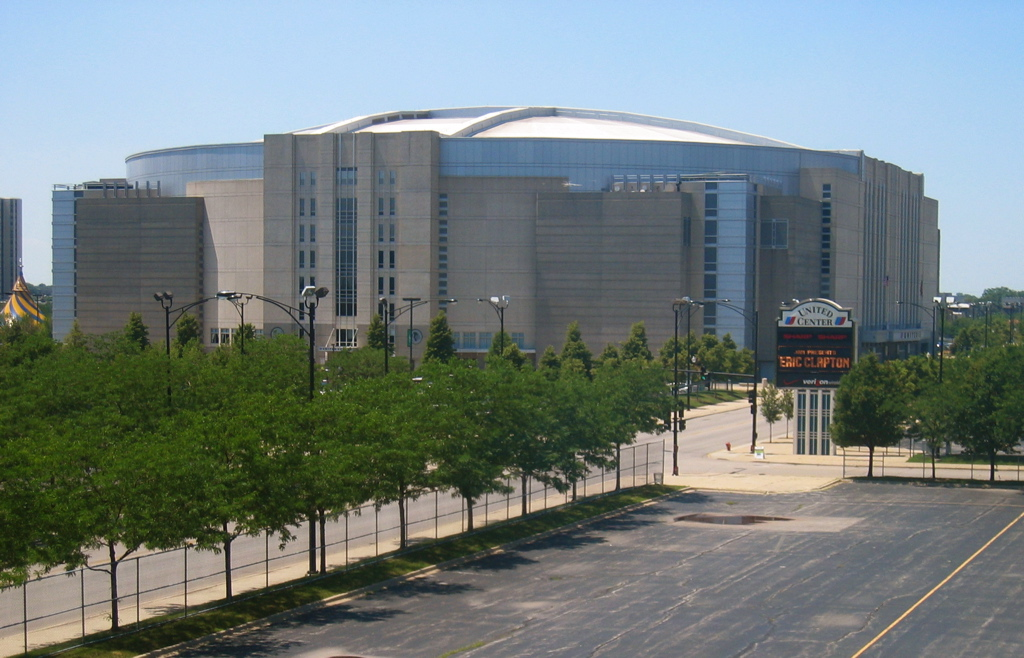
Hala United Center w Chicago

Tytuł mistrza NBA, po raz piąty w historii, zdobyła drużyna Chicago Bulls, zwyciężając Utah Jazz 4-2 i kontynuując tym samym kilkuletnią dominację w lidze (6 tytułów w ciągu 8 lat).
Tytuł MVP Finałów zdobył po raz piąty w swojej karierze Michael Jordan, zdobywając przeciętnie w meczu 32,3 pkt., 6,0 ast. i 7,0 zb.

## Finał
| Mecz   | Data                 | Gospodarz     | Wynik        | Gość          |
| ------ | -------------------- | ------------- | ------------ | ------------- |
| Mecz 1 | Niedziela, 1 czerwca | Chicago Bulls | 84–82 (1–0)  | Utah Jazz     |
| Mecz 2 | Środa, 4 czerwca     | Chicago Bulls | 97–85 (2–0)  | Utah Jazz     |
| Mecz 3 | Piątek, 6 czerwca    | Utah Jazz     | 104–93 (1–2) | Chicago Bulls |
| Mecz 4 | Niedziela, 8 czerwca | Utah Jazz     | 78–73 (2–2)  | Chicago Bulls |
| Mecz 5 | Środa, 11 czerwca    | Utah Jazz     | 88–90 (2–3)  | Chicago Bulls |
| Mecz 6 | Piątek, 13 czerwca   | Chicago Bulls | 90–86 (4–2)  | Utah Jazz     |

### Mecz 1
| 1 czerwca 1997 | statystyki | Chicago Bulls 84 – 82 Utah Jazz                                  | Chicago Bulls 84 – 82 Utah Jazz | Chicago Bulls 84 – 82 Utah Jazz                             |  | United Center, Chicago |
| 1 czerwca 1997 | statystyki | Rezultaty w kwartach: 17-18, 21-24, 24-22, 22-18                 |                                 |                                                             |  | United Center, Chicago |
| 1 czerwca 1997 | statystyki | Pkt: Michael Jordan 31 Zb: Dennis Rodman 12 As: Michael Jordan 8 |                                 | Pkt: Karl Malone 23 Zb: Karl Malone 15 As: John Stockton 12 |  | United Center, Chicago |
| 1 czerwca 1997 | statystyki | Chicago Bulls prowadzi w serii 1-0                               |                                 |                                                             |  | United Center, Chicago |

### Mecz 2
| 4 czerwca 1997 | statystyki | Chicago Bulls 97 – 85 Utah Jazz                                   | Chicago Bulls 97 – 85 Utah Jazz | Chicago Bulls 97 – 85 Utah Jazz                            |  | United Center, Chicago |
| 4 czerwca 1997 | statystyki | Rezultaty w kwartach: 25-20, 22-11, 31-28, 19-26                  |                                 |                                                            |  | United Center, Chicago |
| 4 czerwca 1997 | statystyki | Pkt: Michael Jordan 38 Zb: Michael Jordan 13 As: Michael Jordan 9 |                                 | Pkt: Karl Malone 20 Zb: Karl Malone 13 As: John Stockton 7 |  | United Center, Chicago |
| 4 czerwca 1997 | statystyki | Chicago Bulls prowadzi w serii 2-0                                |                                 |                                                            |  | United Center, Chicago |

### Mecz 3
| 6 czerwca 1997 | statystyki | Utah Jazz 104 – 93 Chicago Bulls                             | Utah Jazz 104 – 93 Chicago Bulls | Utah Jazz 104 – 93 Chicago Bulls                            |  | Delta Center, Utah |
| 6 czerwca 1997 | statystyki | Rezultaty w kwartach: 31-22, 30-23, 16-15, 27-33             |                                  |                                                             |  | Delta Center, Utah |
| 6 czerwca 1997 | statystyki | Pkt: Scottie Pippen 27 Zb: Ron Harper 7 As: Michael Jordan 6 |                                  | Pkt: Karl Malone 37 Zb: Karl Malone 10 As: John Stockton 12 |  | Delta Center, Utah |
| 6 czerwca 1997 | statystyki | Chicago Bulls prowadzi w serii 2-1                           |                                  |                                                             |  | Delta Center, Utah |

### Mecz 4
| 8 czerwca 1997 | statystyki | Utah Jazz 78 – 73 Chicago Bulls                                          | Utah Jazz 78 – 73 Chicago Bulls | Utah Jazz 78 – 73 Chicago Bulls                             |  | Delta Center, Utah |
| 8 czerwca 1997 | statystyki | Rezultaty w kwartach: 21-16, 14-24, 21-16, 22-17                         |                                 |                                                             |  | Delta Center, Utah |
| 8 czerwca 1997 | statystyki | Pkt: Michael Jordan 22 Zb: Scottie Pippen 12 As: Jordan, Pippen, Kukoc 4 |                                 | Pkt: Karl Malone 23 Zb: Karl Malone 10 As: John Stockton 12 |  | Delta Center, Utah |
| 8 czerwca 1997 | statystyki | Remis w serii 2-2                                                        |                                 |                                                             |  | Delta Center, Utah |

### Mecz 5
| 11 czerwca 1997 | statystyki | Utah Jazz 88 – 90 Chicago Bulls                                   | Utah Jazz 88 – 90 Chicago Bulls | Utah Jazz 88 – 90 Chicago Bulls                            |  | Delta Center, Utah |
| 11 czerwca 1997 | statystyki | Rezultaty w kwartach: 29-16, 24-33, 19-18, 16-23                  |                                 |                                                            |  | Delta Center, Utah |
| 11 czerwca 1997 | statystyki | Pkt: Michael Jordan 38 Zb: Scottie Pippen 10 As: Jordan, Pippen 5 |                                 | Pkt: Karl Malone 19 Zb: Greg Ostertag 15 As: Karl Malone 6 |  | Delta Center, Utah |
| 11 czerwca 1997 | statystyki | Chicago Bulls prowadzi w serii 3-2                                |                                 |                                                            |  | Delta Center, Utah |

### Mecz 6
| 13 czerwca 1997 | statystyki | Chicago Bulls 90 – 86 Utah Jazz                                   | Chicago Bulls 90 – 86 Utah Jazz | Chicago Bulls 90 – 86 Utah Jazz                             |  | United Center, Chicago |
| 13 czerwca 1997 | statystyki | Rezultaty w kwartach: 17-23, 20-21, 27-26, 26-16                  |                                 |                                                             |  | United Center, Chicago |
| 13 czerwca 1997 | statystyki | Pkt: Michael Jordan 39 Zb: Jordan, Rodman 11 As: Michael Jordan 4 |                                 | Pkt: Karl Malone 21 Zb: Greg Ostertag 8 As: John Stockton 5 |  | United Center, Chicago |
| 13 czerwca 1997 | statystyki | Chicago Bulls wygrało serię 4-2                                   |                                 |                                                             |  | United Center, Chicago |